# Равинет, Хайме
Хайме Равинет де ла Фуэнте (исп. Jaime Ravinet de la Fuente; 17 октября 1946, Сантьяго, Чили) — чилийский политический, государственный и общественный деятель. Министр обороны Чили в 2010—2011 годах. Министр жилищного строительства, городского планирования и национальной собственности Чили (2000—2004). Мэр Сантьяго (1990—2000). Председатель ассоциации мэров городов мира (1995—1997). Первый мэр — неевропеец, которого избрали на этот пост.

## Биография
Чилиец французского происхождения. Родился в семье среднего достатка. Сын инженера. Получил образование в колледже Сантьяго, затем в колледже Сан-Игнасио. Изучал право в Чилийском университете, университете Джонса Хопкинса (США). Окончил аспирантуру в специальной школе в Нью-Йорке. Адвокат, но адвокатской практикой фактически не занимался.
Во время военного режима Пиночета, занимался бизнесом, преимущественно в горно-промышленной и строительной отраслях.
Член Христианско-демократической партии Чили (1961—2010).
С 11 марта 1990 по 6 декабря 2000 года работал на посту мэра столицы Чили — Сантьяго. Избирался три срока подряд. За этот период значительно сократил уровень бедности в отдельных районах Сантьяго. Занимался реконструкцией исторического центра столицы.
В 2000—2004 годах руководил Министерством жилищного строительства, городского планирования и национальной собственности Чили.
С марта 2010 по январь 2011 года — Министр обороны Чили. Вхождение христианского демократа Равинета в правое правительство Себастьяна Пиньера было раскритиковано Коалицией партий за демократию, пригрозившей исключить его из ХДП. Опережая это решение, Равинет вышел из партии сам.
В 2023 году баллотировался в Конституционный Совет Чили по списку партии «Политическая эволюция» (не являясь её членом), но занял второе место после её представительницы Глории Хатт.

## Награды
- Кавалер Большого креста ордена Солнца (Перу)